# اچ‌ام‌ای‌اس فلیندرز
اچ‌ام‌ای‌اس فلیندرز (به انگلیسی: HMAS Flinders) یک کشتی است. این کشتی در سال ۱۹۷۲ ساخته شد.